# Xaçmazi járás
A Xaçmazi járás (azeri nyelven: Xaçmaz rayonu) Azerbajdzsán egyik járása. Székhelye Xaçmaz.

A Xaçmazi járás elhelyezkedése Azerbajdzsánban

## Népesség
- 1959-ben 42 678 lakosa volt, melyből 25 952 azeri (60,8%), 11 087 orosz, 2877 lezg, 762 örmény, 401 zsidó, 41 tat, 29 grúz, 5 kurd.
- 1970-ben 94 829 lakosa volt, melyből 61 597 azeri (65%), 18 235 lezg (19,2%), 10 618 orosz és ukrán, 936 zsidó, 868 örmény, 357 tatár stb.
- 1979-ben 105 286 lakosa volt, melyből 75 351 azeri (71,6%), 19 556 lezg (18,6%), 6123 orosz és ukrán, 907 örmány, 724 zsidó, 485 kurd, 422 tatár, 32 tat, 31 grúz, 2 udin.
- 1999-ben 144 332 lakosa volt, melyből 99 671 azeri (69,1%), 26 248 lezg (18,2%), 8 853 tat (6,1%), 4 976 török (3,4%), 1 426 orosz és ukrán, 607 kurd, 295 zsidó, 221 tatár, 31 talis, 10 örmény.
- 2009-ben 159 245 lakosa volt, melyből 115 811 azeri, 24 688 lezg, 9 108 tat, 4 165 török, 3 540 kric, 643 orosz, 603 kurd, 131 tatár, 90 zsidó, 36 hinalug, 28 ukrán.